# We're in This Together
We're In This Together, noto anche come Halo 15, è il secondo singolo dei Nine Inch Nails tratto dall'album The Fragile. La sua particolarità consiste nell'essere stato pubblicato in ben tre versioni (più un promo) ed esclusivamente in Europa e Giappone. Proprio per tali ragioni è oggetto molto ambito dai collezionisti.

## La canzone
We're in This Together è stata l'ultima canzone scritta per l'album in ordine cronologico.
Trent Reznor dichiarò: "Sembra qualcosa che non è. Sembra un pezzo luminoso e invece vuole essere il contrario. Fastidioso, opprimente. Un pezzo che cerca di cogliere un mondo che sta per collassare." 

## Il video
Il video del singolo è stato realizzato dal regista Mark Pellington. 
In un'intervista Reznor ha dichiarato che nel video ha cercato di: "dare uno spessore visuale al pezzo, di trasporre in immagini quello che ha voluto dire “We're in this together”. Tutto questo ha significato creare qualcosa il più possibile opprimente, il più possibile fastidioso. È così che mi sentivo quando ho lavorato a questo pezzo"

## Tracce

### CD 1
1. We're in This Together - 7:18
2. 10 Miles High - 5:13
3. The New Flesh - 3:40

### CD 2
1. We're in This Together (Radio Edit) - 5:16
2. The Day the World Went Away (Quiet) - 6:19
3. The Day the World Went Away (Porter Ricks Mix) - 7:04

### CD 3
1. We're in This Together - 7:19
2. Complications of the Flesh - 6:36
3. The Perfect Drug - 5:42

### Promo
1. Radio Edit - 5:17
2. LP Version - 7:16